# 石铭
石铭（1994年11月14日—），中国综合格斗运动员、医生。石铭出生于中国黑龙江省，十三岁开始习武，因此得名“十三妹”。她曾先后习练过跆拳道、散打、摔跤等。受其医生爷爷影响，她入读了云南中医药大学，选择了医生专业。2024年11月23日，在UFC格斗之夜澳门站精英之路女子草量级决赛中，石铭在第三回合高扫 K.O. 另一名中国选手冯萧灿夺冠，成为首位精英之路草量级女子冠军，成功签约成为UFC选手。